# Связь в Северной Македонии
Связь в Северной Македонии включает в себя радио и телевидение, телефонные сети (городские и мобильные), а также Интернет.

## Радио и телевидение

### Радио
Радиовещание на территории современной Северной Македонии велось с 1941 года, когда первые передатчики были установлены в Королевстве Югославии ещё до его вступления в войну. Вещание прервалось из-за войны: на замену пришли прогерманские болгарские радиостанции, транслировавшие болгарскую пропаганду. Вещание было восстановлено в 1944 году, когда радиостанция «Радио Скопье», лояльная Народно-освободительной армии Югославии, начала вещание со Второго съезда Антифашистского собрания по народному освобождению Македонии. Это состоялось 28 декабря 1944 года, а дата была объявлена профессиональным праздником работников радиостанций. К 2012 году в стране насчитывалось 70 коммерческих радиостанций и три государственных (МР 1, МР 2 и МР 3). В 2008 году в стране насчитывалось 410 тысяч передатчиков и приёмников, обеспечивающих радиовещание. Государственным радиовещателем является «Македонское радио и телевидение».

### Телевидение
Телевещание в Северной Македонии началось в 1964 году. За вещание отвечает «Македонское радио и телевидение», в ведении которого находятся три государственных телеканала — МРТ 1, МРТ 2 и Собраниски канал, а также спутниковый международный телеканал МРТ Sat. В стране есть также пять крупных частных телеканалов, используемых наземные передатчики для вещания по всей стране, 15 спутниковых телеканалов и около 75 местных региональных. Большое количество кабельных операторов. В 2008 году в стране функционировало 1,9 млн. телевизионных установок. Государственные телеканалы информационного характера, владельцами которых является правительство Северной Македонии, тем не менее, проигрывают по популярности частным телеканалам развлекательного характера; региональные телеканалы из-за недостаточного финансирования закрываются.

## Телефонная связь
Основные характеристики телефонной связи:
- Международный код вызова: +389[1].
- Международный префикс: 00[3].
- Количество выделенных линий: 407900 на 2012 год (103-е место в мире; в 2005 году их было 550 тысяч)[1].
- Количество мобильных номеров: 2,2 млн. на 2012 год (142-е место в мире; в 2005 году их было 2,1 млн.)[1].

В среднем на 100 человек приходилось по 130 городских и мобильных телефонных номеров в 2012 году. Выделенные линии по популярности уступают мобильной связи.

## Интернет
Основные характеристики Интернета в стране:
Первым интернет-провайдером в стране был Unet, открывший доступ в Интернет в Северной Македонии в 1995 году. Unet продолжает оставаться наиболее популярным в стране, предоставляя dial-up подключения и спутниковый Интернет.
- Национальный домен верхнего уровня: .mk[1], также вводится кириллический домен .мкд.
- Число пользователей: 1,3 млн. (109-е место в мире) или 63,1% населения (58-е место в мире) на 2012 год[4][5]. В 2009 году эта цифра составляла соответственно 1,1 млн. человек или 52% населения[1][6] .
- Доступ по выделенной линии: 304547 абонентов (79-е место в мире) или 14,6% населения (58-е место в мире) на 2012 год[4][7].
- Беспроводной Интернет: 449646 абонентов (93-е место в мире) или 21,6% населения (68-е место в мире) на 2012 год[8].
- Интернет-хосты: 62826 хостов (92-е место в мире) на 2012 год[1].
- IP-адреса (протокол IPv4): 657664 адреса зарегистрировано (менее 0,05% от всех адресов в мире), в среднем 315,8 адресов на 1000 человек (на 2012 год)[9][10].
- Провайдеры: 20 компаний (по состоянию на 2005 год).
- Зона покрытия Wi-Fi: 95% населения (2006 год)[11].

Агентство США по международному развитию спонсировало проект «Macedonia Connects», который сыграл большую роль в развитии Wi-Fi-технологий в стране и в 2006 году позволил Северной Македонии стать первой страной с доступным Wi-Fi-выходом в Интернет на всей её территории. С учётом рельефа Северной Македонии и обилия гор, где невозможна даже телефонная связь, это стал прорывом для страны. Министерство образования оснастило 461 школу в стране выходом в Интернет, а провайдер On.net даже создал локальную сеть MESH с целью распространения Wi-Fi в крупнейших городах в мире.

### Цензура в Интернете
Правительственных ограничений доступа к Интернету нет, сообщений о слежке правительственных служб за электронной перепиской или общением в чатах не поступало, что создаёт мирную обстановку общения в македонском национальном сегменте Интернета. Конституцией закреплены свобода слова и свобода прессы, но при этом запрещены оскорбления на национальной, религиозной или этнической почве, а также раскрытие тайны переписки или каких-либо иных тайн. С ноября 2012 года отменена уголовная ответственность за клевету.